# Johannes Rechsteiner

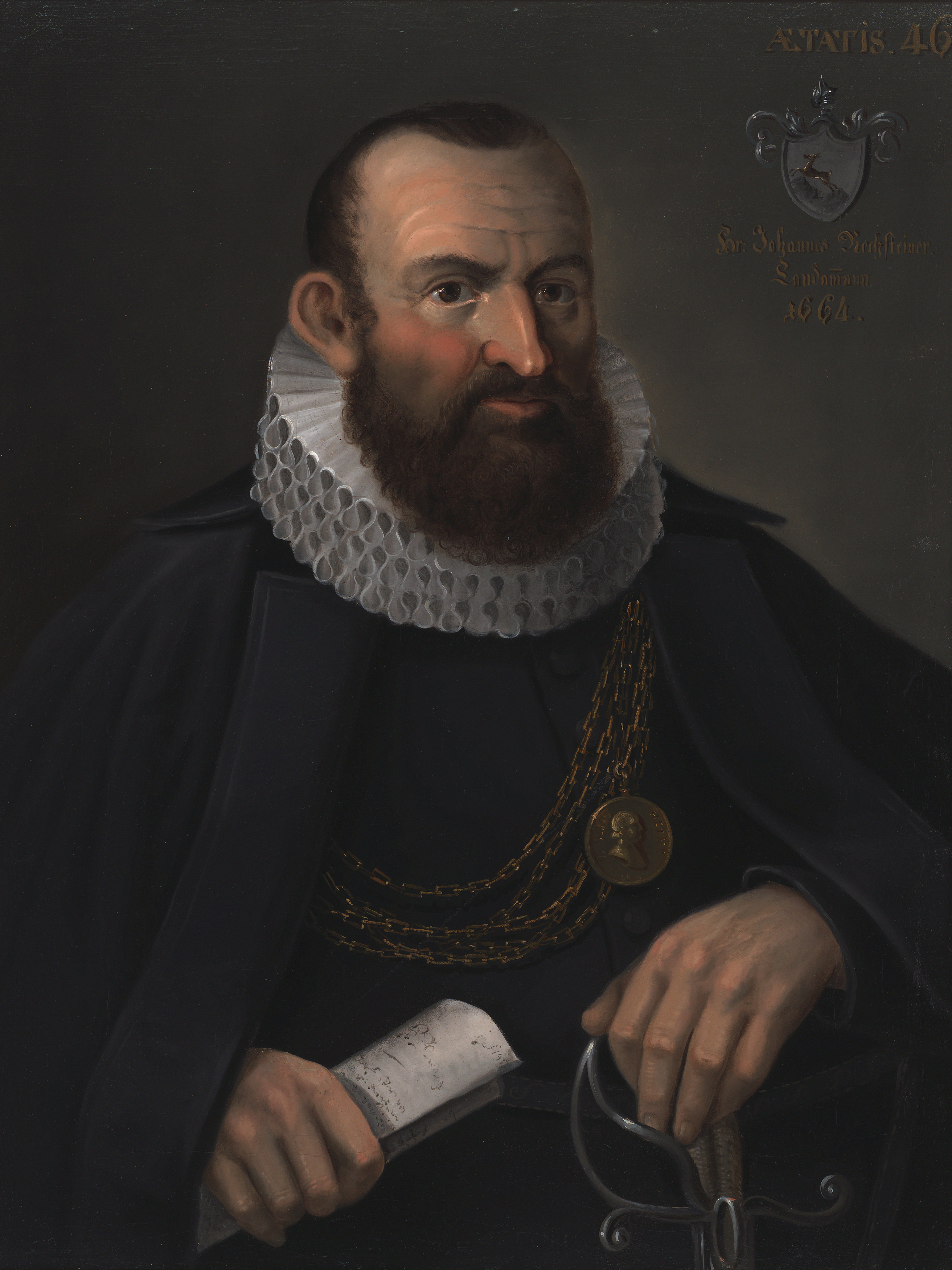
Johannes Rechsteiner, 9. Landammann von Appenzell Ausserrhoden 1654–1665

Johannes Rechsteiner (* 14. September 1618 in Gais; † 1. Juni 1665 ebenda; heimatberechtigt ebenda) war ein Schweizer Gemeindepräsident, Landammann und Tagsatzungsgesandter aus dem Kanton Appenzell Ausserrhoden.

## Leben
Johannes Rechsteiner war ein Sohn von Conrad Rechsteiner und Elisabeth Hager. Er heiratete Ursula Höhener, Tochter von Hans Höhener, Gemeindehauptmann. Rechsteiner war Gemeindehauptmann von Gais. Von 1654 bis 1665 amtierte er als Ausserrhoder Landammann und Tagsatzungsgesandter. Im Jahr 1654 präsidierte er die Landbuch-Revisionskommission. Verschiedene Konflikte beanspruchten Rechsteiner während seiner Regierungszeit stark: im eigenen Land die Aufspaltung der Gemeinde Kurzenberg sowie beginnende Bestrebungen Rehetobels zur Separation von Trogen.
Auf eidgenössischer Ebene beschäftigte ihn der Erste Villmergerkrieg. Von 1656 bis 1658 war Rechsteiner Vertreter der Evangelischen im Schiedsrichterkollegium zur Beilegung dieses Konflikts und 1663 Gesandter zur Erneuerung der Soldallianz der Dreizehn Orte mit Sonnenkönig Ludwig XIV. in Paris.